# NIFL Premiership 2021-22
La NIFL Premiership 2021-22 es la 121.ª edición de la NIFL Premiership, la máxima categoría del fútbol de Irlanda del Norte. La NIFL comenzó el 27 de agosto de 2021 y finalizó en mayo de 2022.
El Linfield es el campeón defensor luego de que lograra el título en la temporada anterior por 55.ª vez en su historia.

## Sistema de competición
El torneo consta de dos fases, en la Primera fase los doce equipos participantes jugaron entre sí, todos contra todos, tres veces totalizando 33 partidos cada uno, al final de estos 33 partidos serán divididos en dos grupos. el Grupo campeonato lo integrarán los seis primeros de la Primera fase, mientras que el Grupo descenso lo integrarán los seis últimos, dentro de cada grupo los seis equipos jugaron entre sí, todos contra todos, una vez, sumando así cinco partidos más generando un total de 38 partidos, los resultados estadísticos de la Primera fase se mantendrán en cada uno de los grupos. Al final de las 38 jornadas el primer clasificado del Grupo campeonato obtendrá un cupo para la segunda ronda de la Liga de Campeones 2021-22, mientras que el segundo y tercer clasificados obtendrán un cupo para la primera ronda de la Liga Europa Conferencia 2022-23, por otro lado los cuatro últimos de este grupo más el primer clasificado del Grupo descenso jugaron unos Play-offs por un cupo para la primera ronda de la Liga Europa Conferencia 2022-23. El último clasificado del Grupo descenso descenderá al NIFL Championship 2022-23, mientras que el penúltimo clasificado jugará un play-off, que decidirá el equipo que jugara en la NIFL Premiership 2022-23
Un tercer cupo para la primera ronda de la Liga Europa Conferencia 2022-23 será asignado al campeón de la Copa de Irlanda del Norte.

## Equipos participantes
| Club             | Ciudad        | Estadio                     | Capacidad |
| ---------------- | ------------- | --------------------------- | --------- |
| Ballymena United | Ballymena     | Ballymena Showgrounds       | 3050      |
| Carrick Rangers  | Carrickfergus | Taylors Avenue              | 4500      |
| Cliftonville     | Belfast       | Solitude                    | 2530      |
| Coleraine        | Coleraine     | The Showgrounds (Coleraine) | 2496      |
| Crusaders        | Belfast       | Seaview                     | 3383      |
| Dungannon Swifts | Dungannon     | Stangmore Park              | 5000      |
| Glenavon         | Lurgan        | Mourneview Park             | 4160      |
| Glentoran        | Belfast       | The Oval                    | 6054      |
| Larne            | Larne         | Inver Park                  | 2000      |
| Linfield         | Belfast       | Windsor Park                | 18 614    |
| Portadown        | Portadown     | Shamrock Park               | 3940      |
| Warrenpoint Town | Warrenpoint   | Milltown                    | 1280      |

## Primera fase

### Clasificación
| Pos. | Equipo           | Pts. | PJ | G  | E | P  | GF | GC | Dif. | Clasificación o descenso |
| ---- | ---------------- | ---- | -- | -- | - | -- | -- | -- | ---- | ------------------------ |
| 1    | Linfield         | 74   | 33 | 22 | 8 | 3  | 62 | 22 | +40  | Ronda por el campeonato  |
| 2    | Cliftonville     | 73   | 33 | 22 | 7 | 4  | 54 | 24 | +30  | Ronda por el campeonato  |
| 3    | Glentoran        | 69   | 33 | 21 | 6 | 6  | 64 | 32 | +32  | Ronda por el campeonato  |
| 4    | Crusaders        | 61   | 33 | 19 | 4 | 10 | 47 | 28 | +19  | Ronda por el campeonato  |
| 5    | Larne            | 53   | 33 | 15 | 8 | 10 | 56 | 38 | +18  | Ronda por el campeonato  |
| 6    | Coleraine        | 48   | 33 | 13 | 9 | 11 | 50 | 32 | +18  | Ronda por el campeonato  |
| 7    | Glenavon         | 45   | 33 | 12 | 9 | 12 | 46 | 44 | +2   | Ronda por la permanencia |
| 8    | Ballymena United | 44   | 33 | 13 | 5 | 15 | 38 | 46 | −8   | Ronda por la permanencia |
| 9    | Dungannon Swifts | 28   | 33 | 9  | 1 | 23 | 40 | 81 | −41  | Ronda por la permanencia |
| 10   | Carrick Rangers  | 25   | 33 | 6  | 7 | 20 | 33 | 62 | −29  | Ronda por la permanencia |
| 11   | Portadown        | 24   | 33 | 5  | 9 | 19 | 28 | 63 | −35  | Ronda por la permanencia |
| 12   | Warrenpoint Town | 12   | 33 | 3  | 3 | 27 | 30 | 74 | −44  | Ronda por la permanencia |

 Fuente: Northern Ireland Football League

## Ronda por el campeonato

### Clasificación
| Pos. | Equipo       | Pts. | PJ | G  | E  | P  | GF | GC | Dif. | Clasificación 2022–23                                                   |
| ---- | ------------ | ---- | -- | -- | -- | -- | -- | -- | ---- | ----------------------------------------------------------------------- |
| 1    | Linfield (C) | 83   | 38 | 24 | 11 | 3  | 67 | 24 | +43  | Primera ronda de la Liga de Campeones                                   |
| 2    | Cliftonville | 82   | 38 | 24 | 10 | 4  | 61 | 29 | +32  | Primera ronda de la Liga Europa Conferencia                             |
| 3    | Glentoran    | 71   | 38 | 21 | 8  | 9  | 68 | 44 | +24  | Play-offs para entrar en la Primera ronda de la Liga Europa Conferencia |
| 4    | Crusaders    | 68   | 38 | 21 | 5  | 12 | 60 | 36 | +24  | Play-offs para entrar en la Primera ronda de la Liga Europa Conferencia |
| 5    | Larne        | 62   | 38 | 17 | 11 | 10 | 61 | 39 | +22  | Play-offs para entrar en la Primera ronda de la Liga Europa Conferencia |
| 6    | Coleraine    | 51   | 38 | 14 | 9  | 15 | 55 | 45 | +10  | Play-offs para entrar en la Primera ronda de la Liga Europa Conferencia |

Actualizado a los partidos jugados el 30 de abril del 2022.
 Fuente: NIFL Premiership, Soccerway

### Evolución de la clasificación
| Jornada      | 1 | 2 | 3 | 4 | 5 |
| Equipo       |   |   |   |   |   |
| ------------ | - | - | - | - | - |
| Linfield     | 1 | 1 | 1 | 1 | 1 |
| Cliftonville | 2 | 2 | 2 | 2 | 2 |
| Glentoran    | 3 | 3 | 3 | 3 | 3 |
| Crusaders    | 4 | 4 | 4 | 4 | 4 |
| Larne        | 5 | 5 | 5 | 5 | 5 |
| Coleraine    | 6 | 6 | 6 | 6 | 6 |

## Ronda por la permanencia

### Clasificación
| Pos. | Equipo               | Pts. | PJ | G  | E  | P  | GF | GC | Dif. | Clasificación 2022–23                               |
| ---- | -------------------- | ---- | -- | -- | -- | -- | -- | -- | ---- | --------------------------------------------------- |
| 1    | Glenavon             | 54   | 38 | 15 | 9  | 14 | 54 | 50 | +4   | Play-offs para entrar en la Liga Europa Conferencia |
| 2    | Ballymena United     | 53   | 38 | 16 | 5  | 17 | 46 | 52 | −6   |                                                     |
| 3    | Dungannon Swifts     | 35   | 38 | 11 | 2  | 25 | 46 | 86 | −40  |                                                     |
| 4    | Carrick Rangers      | 34   | 38 | 9  | 7  | 22 | 41 | 67 | −26  |                                                     |
| 5    | Portadown            | 25   | 38 | 5  | 10 | 23 | 29 | 72 | −43  | Play-off de descenso                                |
| 6    | Warrenpoint Town (D) | 21   | 38 | 6  | 3  | 29 | 35 | 79 | −44  | Descenso a NIFL Championship 2022-23                |

 Fuente: Soccerway

### Evolución de la clasificación
| Jornada          | 1 | 2 | 3 | 4 | 5 |
| Equipo           |   |   |   |   |   |
| ---------------- | - | - | - | - | - |
| Glenavon         | 2 | 2 | 1 | 2 | 1 |
| Ballymena United | 1 | 1 | 2 | 1 | 2 |
| Dungannon Swifts | 4 | 3 | 3 | 3 | 3 |
| Carrick Rangers  | 3 | 4 | 4 | 4 | 4 |
| Portadown        | 5 | 5 | 5 | 5 | 5 |
| Warrenpoint Town | 6 | 6 | 6 | 6 | 6 |